# Безпалько Костянтин Сергійович
Костянти́н Сергі́йович Безпа́лько — полковник, Державна прикордонна служба України.

## Життєпис
Прикордонну службу розпочав в Мукачівському прикордонному загоні замісником начальника прикордонної застави «Паладь-Комарівці» по навчанню та вихованню. Був першим замісником начальника Чопського прикордонного загону, по тому — начальник Мостиського прикордонного загону.
Січнем 2011 року підполковник Безпалько призначений начальником Мукачівського прикордонного загону.
Станом на лютий 2017-го — заступник начальника регіонального управління з персоналу, Західне регіональне управління Державної прикордонної служби України.

## Нагороди
21 серпня 2014 року — за особисту мужність і героїзм, виявлені у захисті державного суверенітету та територіальної цілісності України, вірність військовій присязі під час російсько-української війни, відзначений — нагороджений орденом Богдана Хмельницького 3 ступеня.